# Frase (danza)
La frase coreografica è una composizione di movimenti, che diventano vero e proprio materiale coreografico, adatto ad essere eseguito, trasmesso ad altri danzatori, composto con altre frasi coreografiche.
Nella danza il ruolo della musica è sempre diverso.
Nel caso del balletto, per esempio, il movimento si adatta e segue la musica in modo quasi sinestetico. La musica accompagna la danza, e la danza si adatta alla musica, creando un'aderenza totale tra questi due elementi.
Nella danza contemporanea, molto spesso, la musica viene utilizzata in modo diverso: a volte il movimento è in totale contrasto con l'ambiente sonoro, altre volte la musica è una colonna sonora per il movimento, altre ancora la composizione è fatta in assenza di musica oppure si chiede ai musicisti di creare i suoni in base alla danza. In altre parole l'aderenza tra suono e movimento può venire meno per scelta precisa del coreografo o del regista.
Alla luce di tutto questo diventa importante la musica intrinseca nel corpo danzante, il ritmo interno al corpo, indipendente dall'ambiente sonoro che si trova all'esterno.
In questo modo la danza diventa musica, e la frase coreografica è una composizione formata da una sequenza di movimenti, che hanno un loro sviluppo ritmico e musicale, oltre che delle soluzioni di movimento.
Un vero e proprio fraseggio, che può essere eseguito anche in assenza di un accompagnamento musicale.